# Велике Шмаково
Велике Шма́ково (рос. Большое Шмаково) — присілок у складі Варгашинського району Курганської області, Росія. Входить до складу Верхньосуєрської сільської ради.
Населення — 3 особи (2010, 45 у 2002).